# Phytocrene macrophylla
Phytocrene macrophylla är en tvåhjärtbladig växtart som först beskrevs av Bi., och fick sitt nu gällande namn av Carl Ludwig von Blume. Phytocrene macrophylla ingår i släktet Phytocrene och familjen Icacinaceae.

## Underarter
Arten delas in i följande underarter:
- P. m. caudigera
- P. m. dasycarpa